# 熱血!ファミコン少年団
『熱血!ファミコン少年団』（ねっけつ!ファミコンしょうねんだん）は、さいとうはるおによる日本の漫画作品。小学館発行の漫画雑誌『月刊コロコロコミック』で1986年2月号から1987年10月号まで連載され、同時期のコロコロコミック増刊号にも掲載されていた。単行本は全3巻だが、最終回を含め未収録エピソードも多い。

## 概要
『コロコロコミック』は当時のファミリーコンピュータ（以下、ファミコン）ブームを漫画、攻略、紹介記事、裏技特集、ゲーム大会の開催など、様々な手段で盛り上げていた。その中で企画された『ファミコン少年団』を設定の中心に取り込み「ファミコン実録漫画」を謳っていたのが本作である。
実録の名の通り、登場する人物や企業、イベントやゲームソフトにも実在する要素が多く含まれてはいたが、完全な実録ではなく誇張された部分も多い。しかし基本的には当時の少年たちを取り巻くファミコン事情を話の軸に据えた構成となっており、様々な事件や出来事を通じて少年団員たちが勇気や友情を発揮し、偉大（グレート）に成長していく姿を描いた作品となっている。
作中にはゲームを悪用する様々な悪人・組織も登場するが、企業単位の詐欺や金儲けが多く、他のホビー漫画に比べればその規模は小さい。しかし拳銃や爆弾を使い殺人未遂とも言える拉致や誘拐を行うなど、凶悪な輩も存在していた。
序盤とそれ以降とで人物のデザインや設定が異なっており、単行本では第1話のみ後者の側に合わせて修正が行われている。
増刊号に掲載された蛍巫女古墳の回のみ、作品タイトルが『熱血!ファミコン少年「探偵」団』となっていた。
2020年発売の『コロコロアニキ』2021年冬号に、続編となる読み切り『ファミコン少年団2020』が掲載された。

## あらすじ
とあるファミコンイベント会場。ファミコン少年団員・南大地は、偶然覗いた関係者控え室でイベントスタッフらと共に新作ソフトについて話し合う高橋名人の姿を目撃する。
興味を持った大地はハドソン社内に忍び込み、新作ソフトの正体が『スターフォース』を超える新シューティングゲームであることを知るが、直後に見つかり企業スパイの疑いをかけられてしまう。
しかし大地がファミコン少年団員であると判明するや、名人たちは一瞬にしてその疑いの目を晴らした。彼らもまたファミコン少年団員だったのだ。
ユーザー代表として製作会議への出席を許された大地は、遊ぶ側の立場から新作ソフトに様々なアイデアを提供、その発想力で名人を震え上がらせる。
会議を終えた大地と名人が社の外へと出た直後に事件は起こった。バイクに乗った何者かが襲来し名人の右手を負傷させてしまったのだ。
偶然その場に現れた豪寺一の協力でどうにか敵の撃退には成功したものの、名人がこの状態ではゲームのテストプレイができず、ソフト開発に支障が出てしまう。
名人の推薦とテストの結果、治療の間の代理プレイヤーとして大地と一が揃って選ばれたのだが、そこに飛び込んできたのは、ファミコン少年団を名乗る者たちが出版したというゲームの秘密暴露本の一報だった。
ゲームの楽しみを奪う行為は許せない。大地たちのファミコン少年団員としての初仕事が始まった。

## 登場人物
『ファミコン少年団2020（以下2020）』の設定も合わせて記載する。

### 主人公とレギュラー
南大地（みなみ だいち）
本編の主人公。ファミコン少年団の団員で、ファミコンライセンスの会員番号は882316。
子供らしい好奇心や行動力の持ち主で、新作ゲームの情報知りたさにハドソン社内に潜入した。これが縁となりハドソンの代理テストプレーヤーに選ばれ、以降名人たちと共に様々な事件に挑んでいく。
ゲームの実力はいわゆるゲーム漫画のような超人的なものではないが、序盤では東京大会で最後まで勝ち残るレベル、第2回全国キャラバンでは全国25位に入った強豪である。
反面学校の成績はそれなりで、これが落ち込んだ時には母親にファミコンを取り上げられ塾通いを命じられたことも。
家族には両親の他に弟の小地（しょうち）がいる。
『2020』では46歳となり、ゲームの企画・開発会社に勤務。高橋名人がひき逃げをしたというインターネット上のフェイクニュースを発見し、かつての仲間とともに解決へと乗り出す。
高橋利幸（たかはし としゆき）
ハドソン所属のファミコン名人で、少年団の名誉団長。ナンバーは000001。
実在の高橋名人をモデルにしており、同時期に連載していた『ファミコンランナー高橋名人物語』とは正反対の真面目な好青年。良き相談役として団員たちを見守っている。連載序盤とその後では顔つきが大分違っている。
『2020』では読み切り掲載時と同じ61歳となり、髪型も現実の名人と同じスキンヘッドとなっていた。
工藤ユキ（くどう ユキ）
ハドソンの工藤社長の娘。勝気な女の子で、大地が社内に忍び込むのを手伝った。
単行本収録時には麻香ユカに差し替えられたため、雑誌掲載時の第1話のみの登場である。
豪寺一（ごうでら はじめ）
高橋名人の友人で、ナンバーは999999。
力持ちの好青年で、ゲームの実力も高い。大地と一緒に代理プレーヤーに選ばれる。第2回キャラバンの成績は全国第10位。大地と組んで事件やゲーム勝負に挑むことが多い。
『2020』では55歳、ゲーム会社の企画アドバイザーを務める。
麻香ユカ（あさか ユカ）
全国ちびっ子スカウト・キャラバンで10万人の中から選ばれた「ファミコン妖精（フェアリー）」のアイドル少女。会員番号000003。
ファミコンの実力も確かなもので、第2回キャラバンの成績は女性プレーヤーではトップの43位。
彼女の初登場エピソードは『コロコロコミック』1986年春休み増刊号に掲載されたが、単行本では第1話のユキを差し替える形での登場となったため、未収録となっている（この回では後述の毛利、阿部、塩崎らも初登場していた）。
連載終盤では妹の聖子（せいこ）が誕生。最終話が未収録となったため、直前のこの話が単行本での最終話となった。
『2020』では46歳となりイベント会社に勤務している。
モデルは連載当時人気アイドルだった浅香唯。
毛利公信（もうり きみのぶ）
ゲーム名人の一人で、実在の人物。
漫画では失踪したユカの居場所を突き止めるため、ヒントとなるゲームに大地らとともに挑戦したのが初登場（単行本未収録）。
『2020』では高橋とともに映画『GAME KING』を再現したイベントに参加し、かつての時代と変わらぬ激闘を演じて見せた。

### ハドソン関係者
工藤（くどう）
ハドソンの社長。テンガロンハットが特徴。『スターフォース』をさらに改良した新作ソフトの開発を決断する。ゲーム大会の準備よりも一人の人間の命を優先させる人格者であり、少年団員たちの成長を「偉大（グレート）」と評した。
野沢勝広（のざわ かつひろ）
プログラマー。実在の人物がモデル。新作ソフト『スターソルジャー』や『ドラえもん』のプログラムを担当。仕事に没頭するとモニター画面とキーボードを打つ音以外何も頭に入らない。レンタルファミコン店の『ドラえもん』に仕込まれた不正プログラムを見抜いた。
中本伸一（なかもと しんいち）
プログラマー。『ザナドゥ』を担当。当時のハドソンに在籍していた実在の人物がモデルである。
ハチ
北海道のスキー場で大地たちに拾われたカラフト犬。名前はハドソンマークのハチ助から。遭難した大地たちを助けた功績により、少年団会員0.8番として認められた（この回は単行本未収録）。インチキソフト販売員を匂いで追跡するという活躍も見せている。
島田周樹（しまだ ひろき）
ハドソンの新名人。第3回キャラバンでは北キャラバンを担当した。

### 風林火山（ふうりんかざん）
山小屋近くに住む子供たちが作った少年レンジャー部隊。山奥で暮らしている彼らには新作ソフトがなかなか手に入らず、1年前のファミコン東京大会でも、使用ソフトである『スターフォース』をやったことさえないという境遇だった。そのことを都会の子供たちに馬鹿にされた恨みから、合宿中の大地たちに嫌がらせをしてきた。体を使った「人間スターソルジャー」での勝負の後に和解し、ファミコン少年団に加わった。
風信太郎（かぜ しんたろう）
風林火山に襲われた少年団を助けた青年。倒木を受け止め、連打でジョイスティックを破壊してしまう程の怪力の持ち主。そのため金属製の自作大型ジョイスティック（弁当箱付）を持ち歩いている。風林火山のリーダーであることを告白し、勝負では少年団に味方した。

### 阿部軍団
阿部一智を団長とする実在の凄腕ファミコン集団。漫画にも実名で登場した。
阿部一智（あべ かずとも）
軍団の団長。現実のキャラバンでも5つの会場で優勝した強豪で第2回キャラバンの全国第2位。
本作内では強化合宿にも参加していたが、軍団メンバーであることを大地たちが知ったのは大会終了後であった。
塩崎優二（しおざき ゆうじ）
軍団メンバーの一人。漫画では合宿にも参加していた。
阿部周平（あべ しゅうへい）
軍団メンバー。阿部一智の実弟。
高橋孝治（たかはし こうじ）
軍団メンバー。
中尾昭彦（なかお あきひこ）
軍団メンバー。

### 大西兄弟
大西清（おおにし きよし）
南キャラバン優勝者で、第2回キャラバンの全国第3位。
漫画でも兄弟で登場。阿部に敵意を剥き出しにしていたが、大地が『スターソルジャー』5分プレイ100万点に挑戦すると、知らない間に2人揃って応援していた。
大西実（おおにし みのる）
清の弟。大阪大会の優勝者である。

### エリート少年団
後述の「イベント壊しのプロ」が組織した集団で、少年団会員証に貼り付けた黄金のEマークシールがその証明。東海地区のファミコンの上手い子供たちをスカウトし、競い合わせて実力を高めていた。規約の中にゲーム実力の劣る者との交際を禁ずる項目があり、ここから事件が発覚していく。単行本未収録。
海老名雄（えびな ゆう）
宇井の親友で、エリート少年団の実力第1位。宇井とのタッグ時にはプレー専門だった。努力の末にようやく地区大会優勝を勝ち取ったが、その時にエリート少年団にスカウトされ、規約に従い宇井と絶交してしまう。ファミコン少年団とのタッグ戦では東海林と組み、宇井の立場を超えた応援を受け勝利。友情を取り戻しエリートマークを捨て去った。
東海林強（しようじ つよし）
エリート少年団の第2位。海老名に対抗意識を燃やしていたが、彼と宇井との友情を見て他の団員同様、目を覚ました。

### その他ゲスト
仁光（にこう）
ニコニコブックストアの社員。デーモン出版社の秘密本を高橋名人に知らせたが、同席した大地たちを疑ってしまう。
椎名真琴（しいな まこと）
アウトドアのプロ。大地たちが強化合宿を行った山小屋の持ち主。彼の鳥の観察方から大地はゲームのマッピングとメモ記録を思いついた。
椎名和音（しいな かずね）
真琴の妻。彼女の料理の手伝いからユカは連打のコツを学んだ。
時代（ときしろ）
奈良県大和村の村長で俊の祖父。村の古墳の財宝を狙う怪人に頭を悩ませている。
時代俊（ときしろ しゅん）
少年団員。ナンバーは300000。
古墳を使った村おこしのファミコンイベントを提案する。
蛍巫女（ほたるのみこ）
古墳に葬られた古代の巫女。副葬品を求めて当時から盗掘者が絶えない。
ファミコン皇子
本名は不明だが、大地たちはそう呼んでいた。蛍巫女の弟で工作の名人。死後の姉を守るため古墳に様々な仕掛けを施した。
内気一夫（うちき かずお）
北キャラバン関東大会を全て回り、実力を伸ばしてきた少年団員。動きのトロさから「トロ」と呼ばれていた。サングラスの男たちの計画を聞いてしまったため拉致されてしまう。藤子漫画と『ドラえもん』の大ファンで、事件後アイデアの行き詰った野沢に力を貸すことに。おにぎりが好物。
方倉陽二
現実のコロコロ増刊号にて『六三四の剣 ただいま修行中』攻略漫画を執筆。誘拐された漫画家の一人。
田中道明
同じく増刊号にて『スーパーマリオブラザーズ2』攻略漫画を執筆。誘拐される。
さいとうはるお
本作の原作者。やはり誘拐されてしまう。この3人もまたファミコン少年団員であり、彼らの団員パスポートが彼ら自身を助けることになった。
雄二（ゆうじ）、修（おさむ）、三郎（さぶろう）
大地の学校での友人たち。全員男子で、それぞれに大柄、坊主頭、眼鏡という特徴があるが、どの名前が誰のものかは不明。多くの少年たちと同様、イベント壊しのプロが流布した高橋名人逮捕説に騙され、揃って少年団を離脱してしまうが、黒幕側が開催した賞金付きゲーム大会における大地の捨て身の行動と訴えによって事の真相が暴かれると、自分たちの非を認めて名人に謝罪、団への復帰を果たしている。
片平勇（かたひら いさむ）
大地と同じ学校の少年団員。レンタルファミコンで借りたソフトを壊してしまい、一人悩んでいた。登場する家族は母親と妹（と思われる少女）。
長州力（ちょうしゅう りき）
実在のプロレスラー。連載当時に実際に行われた国技館でのファミコンイベント参加者の一人であり、作中では高橋名人らと共にレンタル店に駆けつけ大地たちを救った。この当時、彼をキャラクターに使ったファミコンソフト『新人類』が開発中であった。
佐賀（さが）
1986年大晦日の生放送テレビ特番でユカと共に司会を務めた男性。イベント壊しのプロによって高橋名人が箱詰めにされ、スタジオに送り付けられるという人命のかかった状況の中、番組を通して全国の少年団員たちに協力を求めた。
宇井一郎（うい いちろう）
名古屋の少年団員で、蕎麦屋の息子。海老名とのタッグ時にはソフト研究を担当。「エリート少年団」に入った親友の絶交されたため、名人に相談の手紙を送った。彼の友情がエリート少年団を目覚めさせることになる。
徳川一義（とくがわ かずよし）
大地の同級生で、金持ちの息子。自宅には壁一面のファミコンソフトと複数のファミコン台を揃えているが、いつの間にかコレクション自体が目的化していた。そこを付け込まれて発売前のインチキソフトを売りつけられていたが、そのインチキを真っ先に見抜き、みんなに知らせたのも彼であった。
山崎正（やまざき ただし）
南家の隣に住む新一年生で、高橋名人に憧れている。名人に会うには少年団会員証が必要だという大川の言葉を真に受けて、大地のパスポートを無断で持ち出し、これを真似た手製のパスポートを作る。この行動が名人たちの心を動かし、白表紙パスポートが作られることになった。
大川浅潮（おおかわ あさしお）
大地の同級生。大柄で太めな体型、シャツに書かれた「DOSUKOI」の文字が特徴の少年で、正からはおじさんと呼ばれてしまう。大地のパスポートを持ち出した正への教育と称して、彼の手製パスポートを取り上げ、神社の高い木の上に置き去りにしてしまった。
四郎（しろう）
コスモスサーカスの空中ブランコ少年。芸名はチャーリー三枝（さえぐさ）で父親は団のピエロ。サーカス団として転校を繰り返す彼には友達ができなかったため、白パスポートに自分の写真と現住所を書き込み、こっそり本屋に戻すことで自分を探しに来る人を待っていた。このパスポートを引き当てた大地に「パスポートは全国共通の友達の証」と諭され、デビューの舞台を少年団による紅白パスポートの集団メッセージで飾られた。
山下慎二（やましたしんじ）
大地の同級生で毛利名人の押しかけ弟子。第3回全国キャラバンを昨年以上のものにするには少年団側の行動も必要と考える「シビアな目」の持ち主であるが、団員として懸命な大地を前にそれを明言できず、逆に叱咤されてしまう。毛利名人の下にコロコロ漫画を使った様々なゲームアイデアを送っており、これを見た大地は考えを改め謝罪。自らもファミコン少年団を使ったゲームを考え、互いの友情を復活させる。
正一（しょういち）
第2回キャラバンの優勝者の一人。大地に対抗心を燃やしていたが、第3回大会の会場で起こった機材搬入事故をきっかけに友情が芽生える。
田所（たどころ）
某県の少年団員。失踪したハドソン頭脳陣を探す大地に情報を提供した。
光重（みつしげ）、輝幸（てるゆき）
BMX乗りの少年団員3人組（残り一人の名前は不明）。出産を控えたユカの母にドラゴンバイブルを届けようとする大地に協力する。

### 敵組織など

#### デーモン企画社
高橋名人襲撃の犯人。新作ソフトの情報強奪やゲーム秘密本の出版を行っていた。ゲーム研究にはスカウトしてきた子供たちを使っていたが、この集団の名が「ファミコン少年団」だったため、本家少年団はあらぬ疑いをかけられてしまう。大地たちの活躍によって計画は阻止された。

#### 妖々魔一味
妖々魔（ようようま）
部下とともに蛍巫女古墳の財宝を狙うアドベンチャー怪人。古代の鎧を着た怪物姿をしているが、その正体は村人の一人であることが古墳内のピンホールカメラで判明した。

#### 誘拐犯たち
組織名は無く正体も不明。全員が黒いサングラスをしている。新作ソフト『ドラえもん』の発売前からの勢いを止めるため、そのさらに前に発売される『高橋名人の冒険島』の秘密暴露本の作成や、野沢のアイデアメモ盗み出しを計画。『コロコロ』でゲーム攻略漫画を描いた漫画家たちを誘拐するが、内気の機転が鍵となって計画は潰された。

#### レンタルファミコン店
1日1本100円でファミコンソフトを貸し出していたゲームレンタル店。自動的に故障するようプログラムした改造ソフトを使っており、1本につき1万円の修理代を脅し取っていた。店主役の男性と脅し役として店内に待機していたチンピラ数名による複数犯。

#### イベント壊しのプロ
本名不詳のサングラスの男。高橋名人逮捕説の流布による信用失墜、拉致した高橋を箱詰めにして生放送番組に送りつける、エリート少年団結成など、悪辣で人命にも関わる手段を使い、3度に渡って少年団に挑戦してきた。大地や高橋の前には決して姿を現さず、会話も音声のみで行っていた。
彼を雇っている組織の正体は作中では明確にされていないが、ハドソンや少年団に対抗し、それに取って代わることを目論んでいるようにも読み取れる。
『2020』ではパソコン教室の経営者を務めているが、過去の名人潰しの失敗によってイベント破壊（「やぶり」と読む）としての信用は既に失っていた。高橋名人の失墜を狙った偽情報をインターネットを通じて流布し、参加予定だったイベントを次々と中止に追い込んでいたが、全国の元ファミコン少年団員たちのネットワークによって顔と所在を特定され、高橋らに教室まで踏み込まれたことで自身の衰えと敗北を痛感、少年団との30数年越しの和解を果たした。お互いが直接顔を合わせたのもこの時が初めてであった。

#### 通信販売員
杉浦作義（すぎうら さくよし）
徳川に新作ソフト『シークレットX』および『シークレットZ』（いずれも架空のソフト）を発売前に売っていた2人組の一人（もう一人の名前は不明）。『Z』は『X』とほとんど同じ内容な上、ステージ1と2を繰り返すだけのインチキソフトだった。

## 未収録回
単行本未収録エピソードの掲載号とあらすじを記載する。
1986年春休み増刊号
大地の憧れのアイドル、ファミコン妖精・麻香ユカが突如失踪してしまう。大地、毛利、阿部、塩崎の4名は行先のヒントが隠されたファミコンソフトに挑戦するが、そこには意外な結末が待っていた。
1987年2月号
北海道のスキー場で大地たちはカラフト犬の子犬と出会った。吹雪の中で危機に陥った大地とハドソンスタッフ、そして新作ソフトの資料を救うため、後に「ハチ」と名付けられる子犬が奮闘する。
1987年3月号
ユカと仲違いをしてしまった大地の元に、東海地方の少年団員たちが友人から次々絶交されているという知らせが届いた。名古屋へ向かった大地は事件の原因であるエリート少年団と対決。互いの団員たちは失われた友情の力と大切さを思い出していく。
1987年10月号（最終回）
とある工場跡地に集められた全国の少年団員代表たちは、正体不明の体感型シューティングゲームに挑戦させられる。仲間が次々と脱落する中、このゲームが歴代キャラバンソフトの再現であると気付いた大地たちは攻勢に転じ、決死の友情パワーを発揮する。戦いの果てに現れた人物の語る言葉に、大地たちはファミコン少年団とその魂の不滅を誓った。

## 登場アイテム
当時の『コロコロコミック』は様々な少年団アイテムを付録にしており、その多くは作中にも登場した。現実ではドラえもん映画の割引サービスや会員番号によるプレゼント企画、大会参加証など様々な形で使われた。
ファミコン少年団会員証
厚紙製の折りたたみ式会員証で、1985年12月号付録。翌1986年4月号では第2期用会員証が付録となった。
コロコロ少年団パスポート
現実の日本国パスポートを模して作られた冊子。1986年9月号に赤表紙、1987年6月号に白表紙のものが付録となった。これ以降パスポート型の付録はコロコロの伝統的アイテムとして時折作成されており、創刊40周年である2017年5月号には、初代デザインに最新のアレンジ（現実のパスポート同様のサイズ変更など）を施したものが付録となっている。
コロコロ少年団特別会員証
過去の会員証と同じく厚紙製。1987年1月号付録。
聖ドラゴン紋章
中央部を指で押さえると勇気・友情・闘志の3つの文字のいずれかが浮かび上がるカード。翌月の付録である聖ドラゴンバイブルに張り付けて使用する。1987年8月号付録。
聖ドラゴンバイブル
白表紙の冊子で、大きさは過去のパスポートと同程度。1987年9月号付録。

## 登場ゲームソフト
登場するゲームソフトは基本的に全て実在のものであり、時折紹介されるテクニックなども実際のゲームで再現可能である。話の中での扱いは物語の中心になるものから会話で名前が挙がる程度のものまで様々。ハドソン以外のファミコンソフトも多数登場している。
- スターフォース（ハドソン）
- チャレンジャー（ハドソン）
- ボンバーマン（ハドソン）
- 忍者ハットリくん（ハドソン）
- スターソルジャー（ハドソン）[注釈 2]
- 高橋名人の冒険島（ハドソン）
- 迷宮組曲 ミロンの大冒険（ハドソン）
- ドラえもん（ハドソン）
- 高橋名人のBUGってハニー（ハドソン）
- ザナドゥ（ハドソン）
- ヘクター87（ハドソン）
- スパルタンX（アイレム・任天堂）
- スーパーマリオブラザーズ（任天堂）
- ツインビー（コナミ）
- グラディウス（コナミ）
- グーニーズ（コナミ）
- ハイドライド・スペシャル（アイレム）
- ドルアーガの塔（ナムコ）
- スペランカー（アイレム）
- 頭脳戦艦ガル（デービーソフト）
- オバケのQ太郎 ワンワンパニック（バンダイ）
- 魔界村（カプコン）
- ソロモンの鍵（テクモ）

## 関連作品
忍者ハットリくん ファミコン危機一髪
『別冊コロコロコミック』1985年12月号（通巻第7号）掲載。ハドソンのライバル企業に誘拐された『ハットリくん』の開発者を主人公の少年が独自の忍術を使って助け出し、それらが行き詰まっていた開発のヒントにもなるという、その後の『ファミコン少年団』と共通する箇所の多い作品。ハドソンの社長や高橋名人も登場するがデザインは『ファミコン少年団』のものとは異なっており、作中で紹介される『ハットリくん』の内容も実際に発売された物とは大きく異なっている。
ボンバーマン爆発家族
1986年新年増刊号掲載。同作者が『ファミコン少年団』連載前に執筆した『ボンバーマン』攻略漫画で本編との繋がりは無い。花火職人の父、母、息子の3人が『ボンバーマン』における様々なテクニックを紹介する。
ザ・グレートキャラバン
1987年夏休み増刊号掲載。同作者による同年夏のキャラバン大会を舞台とした読み切り作品。『ファミコン少年団』の人物は登場しないが、大会を通して少年たちの友情や兄弟愛を描いているという点では共通している。